# 李作珩
李作珩（1994年6月2日—），現任TVBS新聞台專任主播。李作珩畢業於國立臺灣師範大學國文系、國立政治大學國家發展研究所，2018年進入TVBS新聞台擔任政治組記者，並作為政論節目《新聞大白話》代班主持人，2024年5月轉為TVBS新聞台專任主播。

## 簡歷
李作珩出生於桃園縣中壢市（今桃園市中壢區），畢業於桃園市自立國小、內壢國中，高中就讀桃園市陽明高中，2011年在教育部舉辦的全國語文競賽，獲得高中組作文全國第一。2016年畢業於國立臺灣師範大學國文系，大學時期擔任3年校園記者、主播。2018年畢業於國立政治大學國家發展研究所。
2018年8月，李作珩進入TVBS擔任政治組記者，並作為政論節目《新聞大白話》代班主持人，由於輪廓神似日本藝人米仓凉子，被封為「TVBS米倉涼子」。2024年5月轉為TVBS新聞台專任主播。李作珩2022年於網路論壇批踢踢被封為正妹主播，之後持續被媒體追蹤其生活動態。

## 著作
- 《作文滿級分這樣寫：全國作文冠軍訓練秘笈，教你輕鬆應考拿滿分》（2012年出版，與洪美雀合著）[12]

## 外部連結
- 李作珩的Instagram帳戶
- 李作珩的Threads
- 李作珩的Facebook專頁